# Manuel Estrada Cabrera
Manuel José Estrada Cabrera (Quetzaltenango, 21 novembre 1857 – Città del Guatemala, 24 settembre 1924) è stato un politico guatemalteco.
Deputato dal 1885, ministro dell'interno e della giustizia, divenne presidente del Guatemala nel 1898, dopo l'assassinio di Reina.
Rieletto successivamente per 19 anni, fu deposto nel 1920 da una rivoluzione.

## Biografia
Il padre di Estrada era Pedro Estrada Monzón, che era membro del Convento de San Francisco nel 1829, quando l'esercito del generale Francisco Morazán sciolse gli ordini religiosi e suo padre decise di abbandonare la vita monastica. Quando suo figlio Manuel è nato nella città di Quetzaltenango nel 1857, si è rifiutato di accettare la paternità e raggiunse un accordo con la madre, Joaquina Cabrera, la quale ottenne la custodia del bambino e riceveva regolarmente l'aiuto dal padre biologico.
Durante i suoi primi anni, la madre vendeva dolci e cibo nelle case delle famiglie benestanti di Quetzaltenango, compresa la casa della famiglia Aparicio, che ebbe un problema serio quando è stata accusata di aver rubato dell'argenteria; Joaquina Cabrera fu arrestata e venne assolta, ma il fatto fece una profonda impressione su Estrada. All'inizio dei suoi studi ha mostrato grande abilità nella calligrafia ed è stato apprendista di un falegname, ma il suo status è stato preso in giro da loro compagni, che lo chiamavano "il bolitero" per il lavoro della madre. Estrada si dimostrò era un bambino imbronciato e dispettoso, che non dimenticava facilmente gli insulti.
Frequentò il collegio di San José, dai gesuiti, dove si distinse per la sua intelligenza. Ricevette un'educazione cattolica ma la madre gli insegnò i riti indigeni. Si è laureato con una laurea in diritto civile e canonico nel 1888. Si è unito al Partito Liberale e fu giudice della Corte d'Appello.

## Carriera
Nel 1877 il presidente Justo Rufino Barrios lo nominò su segretario di fiducia e nel 1891, per i suoi meriti professionali, fu eletto presidente del comune di Quetzaltenango. Successivamente, nel 1892, quando José María Reina Barrios ricoprì la carica di Presidente del Guatemala, lo nominò Ministro dell'Interno.
Come ministro degli Interni, si occupò dell'ordine pubblico, dell'amministrazione della giustizia, delle leggi e delle strutture igienico-sanitarie nella capitale e nelle province.
Fu accusa di aver ucciso una persona e intimidatorio le autorità locali per smontare il processo e di avvelenare il proprio fratello, Francisco. Scappò in Costa Rica dove incontrò e strinse amicizia con colui che più tardi divenne l'ideologo e promotore più entusiasta del suo governo: lo scrittore Máximo Soto Hall.

### Primo Mandato (1899-1904)
Dopo aver vinto le elezioni del 1898, nel primo periodo del suo mandato è stato caratterizzato da un aumento delle restrizioni delle libertà che esisteva durante il primo governo del generale Reina Barrios, che egli stesso aveva poi avviato il fallimento dell'Exposición Centroamericana.

#### Politica estera
Insieme a Estrada Cabrera, altri due leader carismatici sono stati eletti in America Centrale: nel 1893, José Santos Zelaya che finalmente riuscì a portare il partito liberale al potere in Nicaragua e un anno dopo espulse gli inglesi dalla Costa dei Mosquito. Da parte sua, il generale Tomás Regalado è emerso come il leader salvadoregno. I tre presidenti sono diventati acerrimi rivali siccome hanno cercato di emulare lo stile di governo che il generale Porfirio Díaz aveva in Messico.
A sua volta Porfirio Díaz era preoccupato per Estrada Cabrera perché aveva cercato l'appoggio degli Stati Uniti per due scopi: ottenere la leadership in America Centrale e di ottenere un alleato nella lotta contro gli interessi britannici. Il Guatemala aveva grandi debiti verso le banche britanniche (governo ereditato da Reina Barrios) e Estrada Cabrera corteggiò gli Stati Uniti con la speranza che potessero fornire assistenza militare se gli inglesi avessero inviato una flotta di navi da guerra per riscuotere il debito.
Nel 1902 Zelaya e gli altri presidenti accettarono di incontrarsi in Nicaragua, al fine di discutere della fondazione della Repubblica Maggiore del Centro America, ma con il vero scopo di attaccare Estrada Cabrera.

### Secondo Mandato (1905-1911)
Le elezioni presidenziali si sono tenute il 7 agosto 1904 e Estrada Cabrera riconfermò il suo mandato. Nei primi mesi del 1907, l'avvocato Enrique Ávila Echeverría e suo fratello, il medico Jorge Ávila Echeverría, insieme con il dottor Julio Valdés Blanco e l'ingegnere Baltasar Rodil, pianificarono un attentato al presidente, che avvenne il 29 aprile 1907 ed è generalmente conoscono in Guatemala come "La Bomba". I fratelli Echeverría e i loro alleati erano membri della classe d'elite e avevano studiato all'estero, ma quando sono tornati in Guatemala, hanno contestato l'abuso di potere del governo.

### Terzo Mandato (1911-1917)
Fu eletto per la terza volta con una maggioranza di oltre cinquecento mila voti, che chiaramente si è rivelata una frode elettorale se si considera che le elezioni in Brasile nello stesso anno hanno riportato solo trecentomila voti e, mentre quel paese aveva una popolazione di 14 milioni di abitanti, il Guatemala ne aveva solo 2 milioni.

### Quarto Mandato (1917-1920)
Nel 1916 contava con 2 milioni di abitanti, ma questo non ha impedito ai sostenitori del presidente di farlo rieleggere per la quarta volta con una quantità assurda di dieci milioni di voti.Estrada Cabrera ha iniziato quello che sarebbe stato il suo ultimo periodo nel 1917.
L'inizio del declino della presidenza di Estrada Cabrera è iniziata con i terremoti sono iniziati il 17 novembre 1917 e rovinato alcune popolazioni intorno a Amatitlán.

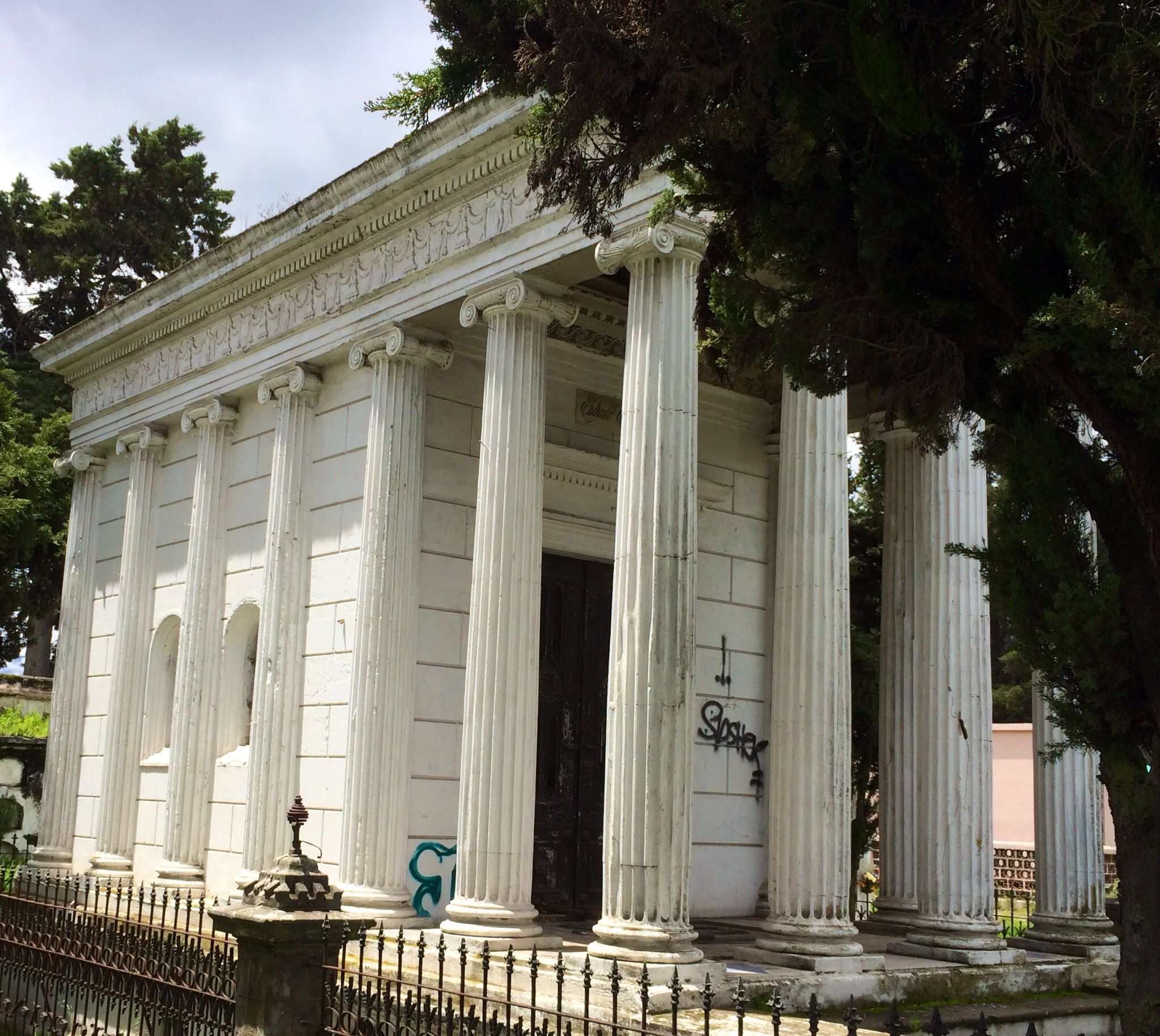
Tomba di Estrada Cabrera nel cimitero di Quetzaltenango nel 2014.

## Morte
Il 24 settembre 1924 è morto di polmonite nella semplice casa che fungeva da prigione. Non aveva voluto andare in esilio, nonostante le molteplici offerte ricevute.
La sua tomba si trova nel cimitero di Quetzaltenango, dove è sepolto accanto a sua madre; a prima vista può passare inosservata, in quanto non è un edificio monumentale, ma solo un piccolo tempio in stile greco, con una scritta sull'architrave "Estrada Cabrera."